# Хиалуронова киселина
Хиалуроновата киселина  (ХК) (на английски: Hyaluronic acid, съкращавано HA)  е органична киселина, от групата на глюкозамионгликаните, известни още и като мукополизахариди. Представлява линеен неразтворим полимер. ХК е сред най-разпространените мукополизахариди (глиюкозаминогликани), произвеждани от всички живи организми, с изключение на водораслите.

## История на откриването на ХК
През 1934 г. Палмъри Мейер изолират нов полизахарид от стъкловидното тяло на телешки очи. Наричат го хиалуронова киселина. Името произхожда от гръцката дума хиалос, означаваща стъклен.

## Устройство на молекулата на ХК
Химичната структура на хиалуроновата киселина е открита от Карл Майер през 1950 г. Тя е дълъг, линеен, високомолекулен, неразтворим биополимер, изграден от повтарящи се дизахаридни единици от D-глюкоронова киселина и N–ацетил-глюкозамин, свързани с редуващи се β1–3- и β1–4-гликозидни връзки.
В една верига на хиалуроновата киселина може да има 25 000 дизахаридни повторения. Хиалуроновата киселина е член на глюкозамингликановото семейство, което включва хондроитин сулфат, дерматин сулфат, кератин сулфат, хепарин и хепарин сулфат.
In vivo молекулата ѝ има маса от 5000 до 20 000 000 Da. Средното молекулно тегло в човешката синовиална течност е 3–4 млн. Da. От стереохимична гледна точка хиалуроновата киселина е енергийно стабилно съединение.
В човешкия организъм хиалуроновата киселина се изгражда от белътци, наречени хиалуран синтази, разположени в плазмената мембрана на фибробластните клетки. Те удължават хиалуроновата молекула чрез добавяне на захари към редуциращия край на полимера. Разграждането на ХК се осъществява от ензими, наречени хиалуронидази.
При човека те са седем типа, като някои от тях имат туморосупресорно (туморопотискащо) действие.
Полизахаридите се катаболизират локално или посредством лимфата достигат до лимфните възли или чрез общата циркулация достигат до чернодробните синуси и там се очистват от ендотелните клетки.
Хиалурон – дегенерационните продукти са олигозахариди ? нискомолекулна хиалуронова киселина.
Разграждането на хиалуроновата киселина се повишава в присъствието на рибофлавин (В-2), излагане на ултравиолетова радиация и вируси. Дълговременното излагане на някой от тези фактори може да доведе до преждевременна деструкция на съединителната тъкан.

## Значение за живите организми и медицината
Хиалуроновата киселина изгражда междуклетъчното вещество при бозайниците и може да бъде намерена в множество от човешките органи и тъкани – кожа, клапите на сърцето, стъкловидното тяло на окото, ставния хрущял и синовиалната течност, както в съединителната, епителната и нервната тъкан.
Един 70-килограмов човек има приблизително 15 g хиалуронова киселина в тялото си, като 1/3 от нея всеки ден претърпява процеси на разграждане (англ. degeneration) и повторно изграждане. Над 50 % от това съединение се съдържат в кожата.

### ХК и кожата
Хиалуроновата киселина е основно градивно вещество на дълбокия слой на нашата кожа – дермата. Отговорна е за гладкостта на кожата, поради способността си да свързва големи количества водни молекули. Хиалуроновата киселина е в състояние да свърже вода в количество, което представлява от 1000 до 4000-кратна стойност на собственото ѝ тегло. Това е много повече, отколкото могат да свържат другите природни или изкуствено получени вещества.
Хиалуроновата киселина в дермата е свързана и с тъканното възстановяване. Когато кожата е прекомерно изложена на УВ-лъчи, тя се възпалява (слънчев дерматит, слънчево изгаряне). Това понижава производството на хиалуроновата киселина от клетките на дермата и повишава увредата ѝ. Хиалурандегенерационните продукти след слънчево облъчване обикновено се натрупват в кожата.

### ХК и очите
Хиалуроновата киселина е основният градивен елемент на стъкловидното тяло (витреус) на човешкото око. Последното заема 2/3 от обема на очната ябълка. Стъкловидното тяло представлява прозрачна гелообразна съединителна тъкан с висок вискозитет, която съдържа малко клетки (хиалоцити и фибробласти), колагенни фибрили и почти изцяло се състои от междуклетъчни структури – молекули на ХК, обилно наситени с вода.
Със своята ригидност то поддържа формата на очната ябълка, благодарение на еластичността си я предпазва от травмите и на неговата прозрачност се дължи пропускането на 99% от светлината. Съдържанието в стъкловидното тяло нараства с възрастта.

### ХК и ставите
Хиалуроновата киселина е важен структурен компонент на ставния хрущял, където е представена като обвивка около всеки един хондроцит. Когато агрегират, мономерите образуват молекулата в присъствието на т. нар. шарнирен протеин. Агрегатите поглъщат вода и са отговорни за гъвкавостта и еластичността на хрущялите и тяхната устойчивост на притискане. Молекулното тегло и размера на агрегатите намалява с възрастта, но количеството им се увеличава.
Хиалуроновата киселина е основна част и на синовиалната течност, където действа като смазващо вещество, метаболитен медиатор и филтър.
Интересна е връзката между хиалуроновата киселина и възпалението – те са в противоборни взаимоотношения. Възпалението разрушава хиалуроновата киселина и намалява клетъчната способност за производството ѝ. Докато въведена вътреставно например, хиалуроновата киселина потиска възпалението по няколко механизма – инхибиране на клетъчната пролиферация и адхезия, потискане на фагоцитозата и потенциране на антитромбина. Последният инхибира тромбина и по този начин намалява възпалителната реакция при ревматоидния артрит.
От друга страна, редица научни съобщения в последните години демонстрират способността на нискомолекулни фрагменти от екстрацелуларния матрикс, компоненти на хиалуроновата киселина да повишат възпалителната активност.
Необходимо е да се отбележи, че по-дългите фрагменти от молекулата на хиалуроновата киселина (по-високомолекулните) нямат такива способности, напротив – те действат противовъзпалително.

## Промишлен добив на хиалуроновата киселина
Синтезата на хиалуроновата киселина с търговска цел е възможна от гребен на петел, витреус от телешки очи, пилешки хрущял и чрез микробна ферментация.
В миналото, поради голямото ѝ молекулно тегло, абсорбцията на хиалуроновата киселина в гастро-интестиналния тракт е била невъзможна.
Днес, с развитието на ензимните технологии е възможно получаването на по-нискомолекулни полимери на съединението. Това позволява лесна абсорбция на хиалуроновата киселина, когато тя се приема пер ос (през устата).
Препаратите за поддържане на кожата (кремове, лосиони и таблетки), съдържащи хиалуронова киселина, повишават съдържанието на влага в повърхностните слоеве на кожата. Те снабдяват зрялата и суха кожа трайно с вода, водят до изглаждане на кожната повърхност и укрепват съпротивителните сили на кожата.
На 25.03.2005 г. е одобрен за клинично приложение препаратът Restylane. Той е прозрачен гел на хиалуроновата киселина, който се инжектира в лицето, най-вече при назо-лабиални бръчки. При повечето пациенти е достатъчта една апликация за период от 6 м. Една трета от пациентите, обаче се нуждаят от повече от една инжекция за постигане на значим резултат.
В последните години регулаторните органи в САЩ, Канада и Европа одобриха препарата Solaraze – 3% диклофенак в 2,5% гел на хиалуроновата киселина за локално лечение на актинични кератози. Гелът е добре толериран, безопасна и ефикасна алтернатива на криоабразиото, дермоабразиото и лечението с 5-флуорурацил.
Hyaluricht е локален препарат, който представлява комплекс на хиалуроновата киселина с цинк. Прилага се при лечение на бавно заздравяващи инфектирани рани (декубитуси).
Хиалуронова киселина с различна концентрация и под различни търговски наименования (Хиалон, Вискоат, Провиск, Диско-виск), се използава в офталмохирургията, най-вече при катарактната екстракция с имплантация на вътреочни лещи. Препаратите меко сепарират тъканите, предпазват ги от нараняване, както и поддържат формата и обема на булба при вътреочните манипулации.
В неврохирургията при травматични увреди на мозъка, приложение намира продукт разработен в Китай през 2005 г. – хиалуронова киселина – поли –D- лизин кополимерен хидрогел.

### В ортопедията и травматологията
Всички стави, засегнати от болестен процес имат следните общи характеристики:
- лоша лубрикация, поради ниски нива на хиалуроновата киселина;
- болезнени движения, вследствие на повишени нива на възпалителните субстанции, наречени простагландини;
- намалена дебелина на ставния хрущял в натоварените носещи повърхности

Вискосуплементация е термин, който означава, че със съответното лечение се постига следното
- подобряване вискозитета на синовиалната течност (лубрикация);
- редуциране на болката и отока в ставата;
- повишаване дебелината на ставния хрущял в натоварените зони

Вискосуплементацията се осъществява по два метода:
- прием на препарати през устата;
- инжектиране на хиалуронова киселина вътреставно.

Вискосуплементация – приложение пер ос:
- по правило наличните на пазара продукти, предлагани като хранителни добавки са форми на хиалуроновата киселина с ниско молекулно тегло в съчетание с различни допълващи вещества
- Препарати съдържащи хиалуронова киселина са показани за лечение на остеоартрит, болестни изменения в ставите, свързани с болков синдром и нарушена функция, както и като поддържаща терапия при пациенти, претърпели фрактури или с професионално натоварване на ставите

Вискосуплементация – вътреставно приложение
- показания: пациенти със средни и изразени остеоартритни оплаквания, неповлияващи се от следното консервативно лечение:
- орална аналгезия с нестероидни противовъзпалителни средства;
- локални противовъзпалителни гелове;
- физикална терапия;
- пункция на ставата и вътреставни кортикостероидни

инжекции.
- противопоказания:
- локална инфекция в мястото на инжектиране;
- системна инфекция с висока температура;
- алергии към птици, яйца
- с повишено внимание е приложението при пациенти с дефицит в коагулационния статус

От гореказаното следва, че хиалуроновата киселина е не само важен, но и задължителен елемент при лечението на болковия синдром при ставно-дегенеративните заболявания при по възрастни и при заболявания и травми, увреждащи ставния хрущял при по млади хора.
Изградена е от глюкоуронова киселина и N-ацетил-глюкозамин. Изгражда междуклетъчното вещество при бозайниците. Има силни желиращи свойства.